# Kapelník

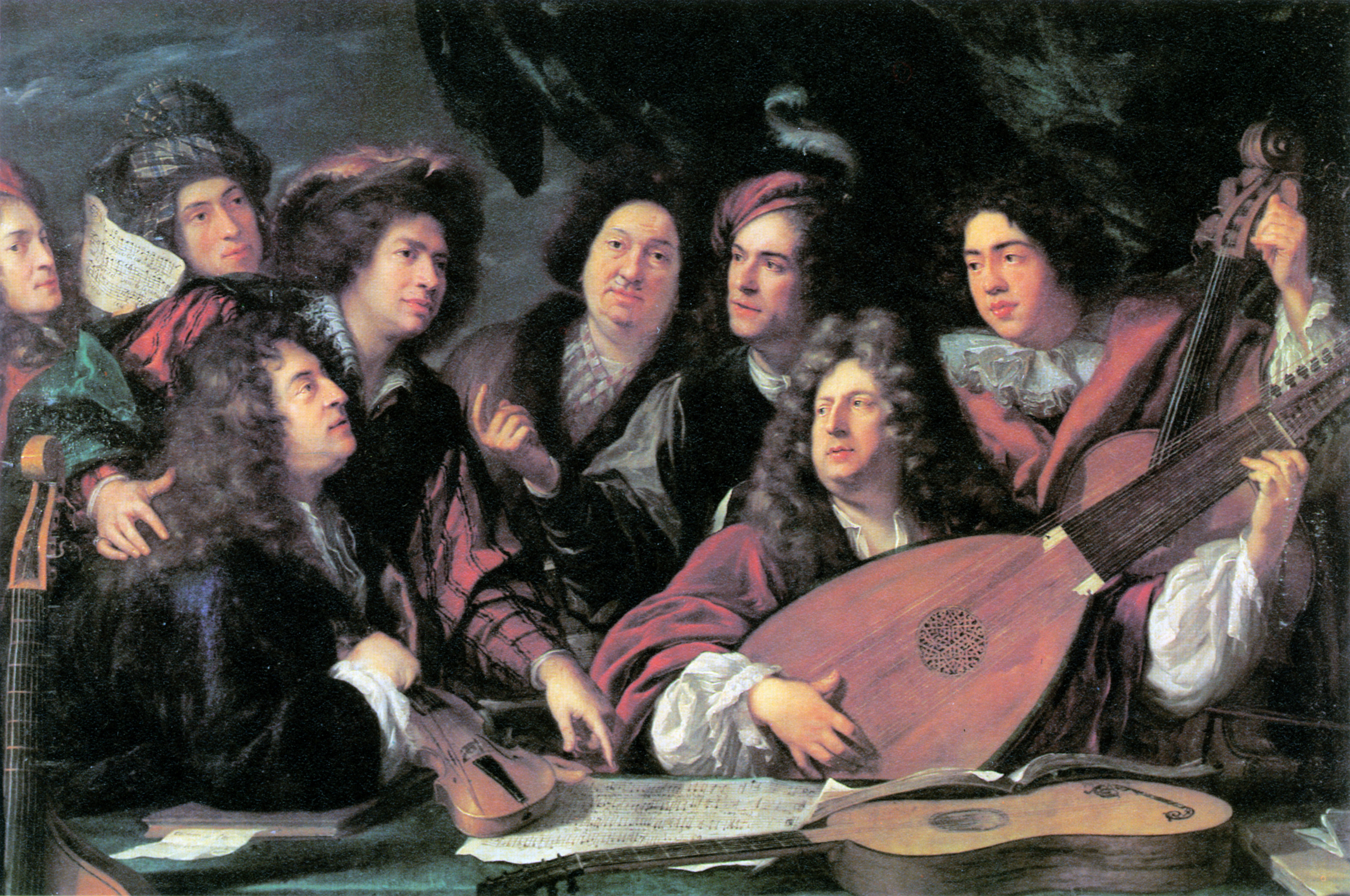
Portrét hudebníků a umělců (obvykle se uvádějí Jean-Baptiste Lully a Philippe Quinault, autor François Puget, 1688

Kapelník (německy Kapellmeister, z italského maestro di cappella) je vedoucí osobnost hudebního souboru (kapely), tedy synonymum pro dirigenta. Jedná se o historické označení vedoucího hudebního tělesa.

## Historie
Funkce kapelníka vznikla původně neznamenala pouze dirigentskou, ale současně též skladatelskou a organizační funkci. z jednoho, z italského maestro di cappella – doslova řídící v kapli – tento pojem vychází z původní chrámové hudební praxe. Z italského označení je odvozený také německý výraz Kapellmeister.